# Gouverneur général de Finlande
Le gouverneur général de  Finlande (en suédois : Generalguvernör av Finland, en finnois : Suomen kenraalikuvernööri, en russe : Генерал-губернатор Финляндии) était le commandant militaire et l’administrateur de plus haut niveau de Finlande de façon sporadique durant la domination suédoise aux XVIIe et XVIIIe siècles et de façon continue pendant la période d’autonomie du grand-duché de Finlande de 1808 à 1917.

## Période d'administration suédoise
Après l’abolition, à la fin du XVIe siècle, du duché de Finlande et des privilèges féodaux qui lui étaient associés, le roi de Suède affecta de façon discontinue un gouverneur général pour administrer tout ou partie de la Finlande en particulier sa partie orientale.
Le plus connu de ces gouverneurs est Per Brahe le jeune dont le règne est encore appelé Conte à temps (kreivin aikaan) qui signifie quelque chose de positif qui arrive juste à temps.

### Liste des gouverneurs généraux suédois de Finlande
| Période                | Image | Nom                              |
| ---------------------- | ----- | -------------------------------- |
| 1595–1597              |       | Klaus Fleming                    |
| 1623–1631              |       | Nils Turesson Bielke             |
| 1631–1633              |       | Gabriel Oxenstierna              |
| 1637–1641 et 1648–1654 |       | Per Brahe le jeune               |
| 1664–1669              |       | Herman Fleming                   |
| 1710–1712              |       | Carl Nieroth                     |
| 1717–1721              |       | Gustav Otto Douglas              |
| 1742–1743              |       | Johan Balthasar von Campenhausen |
| 1747–1753              |       | Gustaf Fredrik von Rosen         |

## Période d'administration russe
Pendant la période où la Finlande était associée dans une union personnelle à la couronne impériale russe, le gouverneur général avait un poste permanent. Il était vice-empereur, n’habitait pas personnellement à Helsingfors (aujourd'hui Helsinki), mais résidait à  Saint-Pétersbourg, juste à l’extérieur des frontières de la Finlande.
Par la constitution, le gouverneur général était le président du Sénat de Finlande qui gouvernait le grand-duché autonome. La présidence qu’il assurait avec deux voix au sénat appartenait au grand-duc de Finlande, titre porté par l’empereur de Russie. Le gouverneur général était le représentant au plus haut niveau de l’empereur et il recevait ses instructions directement du gouvernement impérial de Saint-Pétersbourg.
La citoyenneté finlandaise n’était pas requise pour être gouverneur général, contrairement à toutes des autres positions éminentes, comme les sénateurs ou le ministre-secrétaire d’État. La plupart des gouverneurs généraux étaient russes, car l’empereur leur faisait confiance comme contrepartie aux tendances séparatistes finlandaises. Nombreux jusqu’au baron Rossakovski furent faits citoyens finlandais en leur décernant un titre de noblesse finlandais.
De nombreux gouverneurs généraux était mal aimés de la population finlandaise. Le premier à tenir le poste  Georg Magnus Sprengtporten, abandonna après un an de pouvoir et le  général Bobrikov fut assassiné en 1904 par le nationaliste finlandais Eugen Schauman.
Entre 1831 et 1855, le prince Menchikov, gouverneur général du grand-duché, séjournait en permanence à Saint-Pétersbourg, tout en étant simultanément ministre de la marine russe.

### Liste des gouverneurs généraux russes de Finlande
| Période                      | Image | Nom                                      |
| ---------------------------- | ----- | ---------------------------------------- |
| 1er déc. 1808 - 17 juin 1809 |       | Comte Georg Magnus Sprengtporten         |
| 17 juin 1809 - 1er fév. 1810 |       | Prince Michel Barclay de Tolly           |
| 1810–1813                    |       | Comte Fabian Steinheil                   |
| 1813                         |       | Comte Gustaf Mauritz Armfelt             |
| 1814–1824                    |       | Comte Fabian Steinheil                   |
| 1824–1831                    |       | Comte Arseni Andreïevitch Zakrevski      |
| 1831–1855                    |       | Prince Alexandre Sergueïevitch Menchikov |
| 1833–1847                    |       | Alexander Amatus Thesleff                |
| 1855–1861                    |       | Comte Friedrich Wilhelm von Berg         |
| 1861–1866                    |       | Baron Platon Ivanovitch Rokassovski      |
| 1866–1881                    |       | Comte Nikolaï Vladimirovitch Adlerberg   |
| 1881–1898                    |       | Comte Friedrich van Heiden               |
| 1897–1898                    |       | Stepan Osipovitch Gontcharov             |
| 29 août 1898 - 17 juin 1904  |       | Général Nikolaï Ivanovitch Bobrikov      |
| 18 août 1904-18 nov. 1905    |       | Prince Ivan Mikhaïlovitch Obolensky      |
| 1904                         |       | Nikolaï Matvejevitch Turbin              |
| 6 déc. 1905-2 fév. 1908      |       | Nikolaï Nikolaïevitch Gerhard            |
| 2 fév. 1908-24 nov. 1909     |       | Wladimir von Boeckmann                   |
| 24 nov. 1909-16 mars 1917    |       | Franz Albert Seyn                        |
| 1917                         |       | Adam Yosiphovitch Lipski                 |
| 31 mars 1917-17 sept. 1917   |       | Mikhaïl Alexandrovitch Stakhovitch       |
| 17 sept. 1917 - 7 nov. 1917  |       | Nikolaï Vissarionovitch Nekrasov         |